# SID創研
株式会社SID創研は、学校法人加計学園が全額出資する同学園の完全子会社である。
2011年12月、同学園の特命事業として設立された。社名は「Space（空間）、Intellect（知性）、Dream（夢）」の頭文字に由来する。現在、教育研究施設の設計、スポーツ複合施設ヘルスピア倉敷の運営、認可外保育施設ESG倉敷こども園の運営、学生・教職員向け販売・サービス、アクアリウム、化粧品企画販売などの事業を展開している。